# S. Craig Zahler

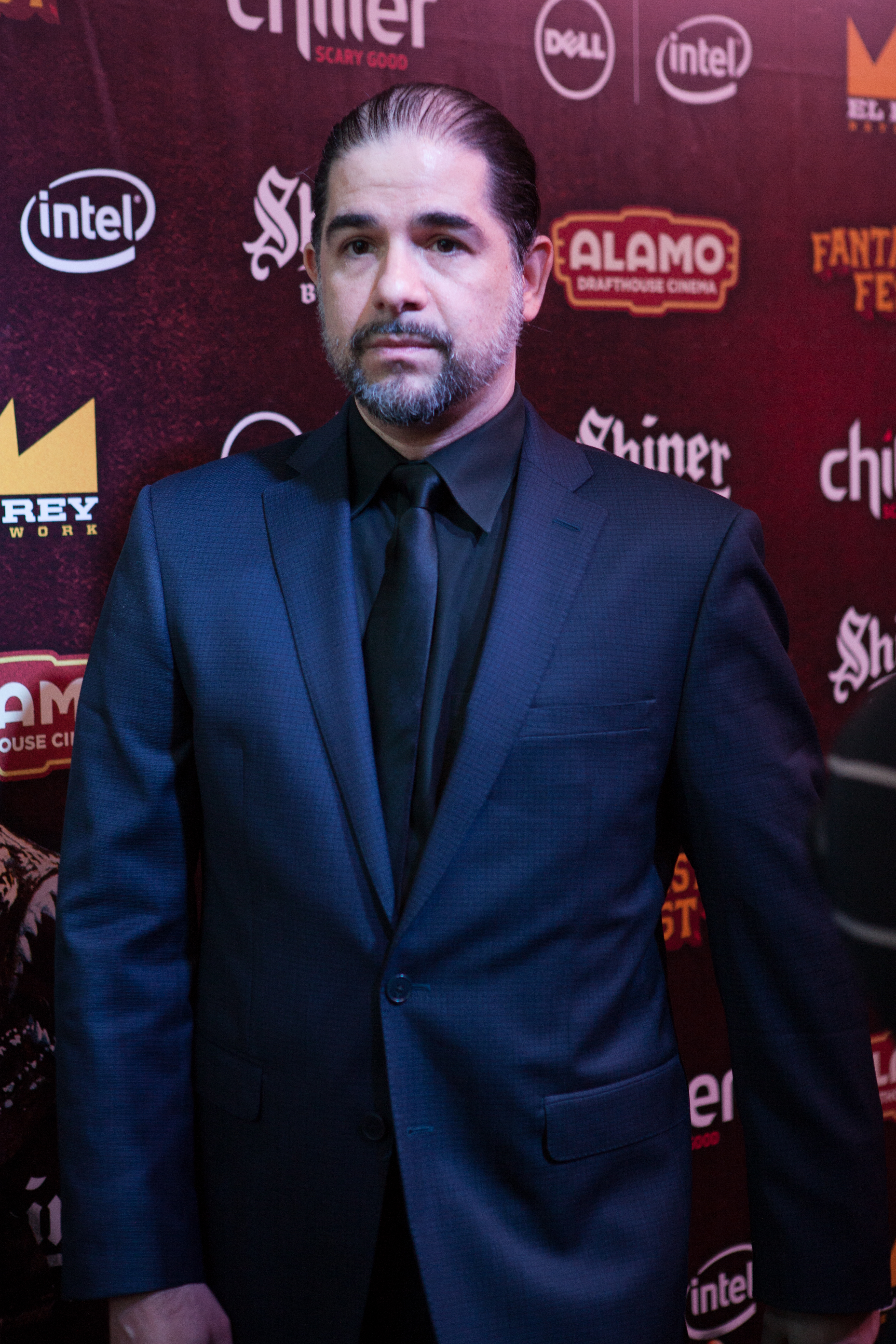
S. Craig Zahler, 2015

S. Craig Zahler (* 1973 in Miami, Florida) ist ein US-amerikanischer Drehbuchautor, Regisseur, Romanautor, Soundtrackkomponist und Musiker.

## Leben
Zahler trat 2011 erstmals als Drehbuchautor in Erscheinung und war als solcher an dem Film The Incident beteiligt. 2015 gab er mit Bone Tomahawk sein Debüt als Regisseur. Ferner war er auch für die Musik verantwortlich. Zwei Jahre später folgte Brawl in Cell Block 99, danach inszenierte er Dragged Across Concrete. Auch bei diesen schrieb er das Drehbuch und komponierte die Musik. Die New York Times schrieb, seine „brutalen, stilisierten Actionfilme veranschaulichten die Haltung: Misch die Genres, zertrümmere die Schädel“.
Als Buchautor verfasste er bislang (Stand: September 2019) fünf Romane, von denen zwei auch ins Deutsche übersetzt wurden. Er bewegt sich in den Genres Thriller, Horror und Gothic sowie Western.
Sein Regiedebüt Bone Tomahawk brachte ihm u. a. die Auszeichnung auf dem Sitges Film Festival für die Beste Regie ein. Ferner war er für das dazugehörige Drehbuch von den Western Writers of America für den Spur Award nominiert. Hinzu kam eine Nominierung für den Independent Spirit Award. Bei der Saturn-Award-Verleihung 2019 war er für seine Arbeit an Dragged Across Concrete in der Kategorie Bestes Drehbuch nominiert.

## Filmographie (Auswahl)
- 2011: The Incident (Drehbuch)
- 2015: Bone Tomahawk (Drehbuch und Regie)
- 2017: Brawl in Cell Block 99 (Drehbuch und Regie)
- 2018: Dragged Across Concrete (Drehbuch und Regie)
- 2018: Puppet Master: Das tödlichste Reich (Puppet Master: The Littlest Reich, Drehbuch)

## Bibliographie (Auswahl)
- 2010: A Congregation of Jackals
- 2013: Wraiths of the Broken Land
  - Wie Schatten über totem Land, Luzifer-Verlag, Bochum 2017
- 2014: Corpus Chrome, Inc.
- 2014: Mean Business on North Ganson Street
  - Die Toten der North Ganson Street, Suhrkamp Berlin 2016
- 2018: Hug Chickenpenny: The Panegyric of an Anomalous Child